# HIKARI (ELISAの曲)
「HIKARI」（ヒカリ）は、2008年5月21日にジェネオンエンタテインメントから発売されたELISAの2枚目のシングルである。テレビアニメ『隠の王』の初代エンディングテーマである。

## 収録曲
1. HIKARI
  - 作詞：西田恵美、作曲：杉森舞、編曲：前口渉
2. Story
  - 作詞：香那・春和文、作曲：香那、編曲：m-takeshi
3. HIKARI（Instrumental）
4. Story（Instrumental）